# Monica Okoye
Pour les articles homonymes, voir Okoye.
Monica Okoye (オコエ 桃仁花, Okoe Monika), est une joueuse internationale japonaise de basket-ball née le 7 février 1999 à Higashimurayama.

## Biographie
Elle fait partie des douze sélectionnées pour le tournoi olympique de 2020, disputé en 2021 en raison de la pandémie de Covid-19, qui remporte la médaille d'argent.
Son frère Louis Okoye (en) est un joueur de baseball.

## Palmarès

### en 5x5
- Médaille d'argent aux Jeux olympiques de 2020 à Tokyo[2]